# Euphorbia viminea
Euphorbia viminea är en törelväxtart som beskrevs av Joseph Dalton Hooker. Euphorbia viminea ingår i släktet törlar, och familjen törelväxter.
Artens utbredningsområde är Galápagosöarna. Inga underarter finns listade i Catalogue of Life.